# Dicranophragma melaleucum
Dicranophragma melaleucum là một loài ruồi trong họ Limoniidae. Chúng phân bố ở miền Cổ bắc.